# Buza Barna
Buza Barna (Tolcsva, 1873. január 1. – Budapest, 1944. május 2.) magyar politikus, miniszter, ügyvéd.

## Életpályája
1897-től a felsőmagyarországi Hírlap szerkesztője volt. 1906-tól a Budapest, 1908-tól a Magyarország című lap újságírójaként működött. Az 1905-ös választásokon a Függetlenségi és Negyvennyolcas Párt színeiben indult és nyert Sátoraljaújhelyen. A Kúria ekkor megsemmisítette mandátumát és új választást rendelt el, azonban az új választást is megnyerte, ezúttal már vita nélkül. Az 1906-os választásokon sikerült újráznia, 1910-ben azonban már nem. Több választáson nem indult.
1914-ben elkísérte Károlyi Mihályt amerikai körútjára. Mikor Károlyi 1916-ban kilépett a Függetlenségi Pártból és saját pártot alapított (lásd: „Károlyi-párt”) ő is követte.
1918. október 24-én a Magyar Nemzeti Tanács tagja lett. Az őszirózsás forradalom győzelmét követően, 1918. október 31-től 1919. március 21-ig a Károlyi Mihály-kormány és a Berinkey-kormány földművelésügyi minisztere, Károlyi földreform-elképzeléseinek képviselője. Elkészítette a földosztásról szóló úgynevezett "néptörvény"-t (1919: 36. tc.), amely szerint az 500 holdon felüli nagy- és a 200 holdon felüli egyházi birtokokat részes térítés ellenében kisajátították, s főként 5-20 holdas családi birtokokként kiparcellázták volna.
A Károlyi-kabinetben az igazságügy-minisztérium ideiglenes vezetésével is megbízták (alig öt napig, 1918. október 31-től november 3-ig). Ezalatt a pár nap alatt igazságügy-miniszteri tisztségében összesen 2 millió koronát utalt ki a Területvédő Liga megalakítására.
A csehszlovák és a román katonai agresszió végül a Berinkey-kormány politikai bukását hozta, amivel a kommunisták átvették a hatalmat és 1919. március 21-én kikiáltották a Magyarországi Tanácsköztársaságot. Ezzel Buza miniszteri és politikai karrierje is befejeződött, a közélettől ezután visszavonult.
A Tanácsköztársaság megdöntése után antibolsevista, revizionista munkákat írt, 1921-től a fővárosban ügyvédi gyakorlatot folytatott. Számos verse és más szépirodalmi munkája jelent meg, főként Krónikás álnéven.

## Művei
- A magyarság jövője (Budapest, 1918)
- Magyarország igaza (Budapest, 1919)
- Hogy veszett el Magyarország? (Budapest, 1921) https://mek.oszk.hu/20700/20732/20732.pdf
- Öt év multán. A Károlyi korszak előzményei (Budapest, 1923)